# Pak Myong-song
Pak Myong-song ((박명성?, 朴明成?); 31 marzo 1994) è un calciatore nordcoreano, centrocampista dell'April 25.

## Statistiche

### Cronologia presenze e reti in nazionale
| Cronologia completa delle presenze e delle reti in nazionale ― Corea del Nord | Cronologia completa delle presenze e delle reti in nazionale ― Corea del Nord | Cronologia completa delle presenze e delle reti in nazionale ― Corea del Nord | Cronologia completa delle presenze e delle reti in nazionale ― Corea del Nord | Cronologia completa delle presenze e delle reti in nazionale ― Corea del Nord | Cronologia completa delle presenze e delle reti in nazionale ― Corea del Nord | Cronologia completa delle presenze e delle reti in nazionale ― Corea del Nord | Cronologia completa delle presenze e delle reti in nazionale ― Corea del Nord |
| Data                                                                          | Città                                                                         | In casa                                                                       | Risultato                                                                     | Ospiti                                                                        | Competizione                                                                  | Reti                                                                          | Note                                                                          |
| ----------------------------------------------------------------------------- | ----------------------------------------------------------------------------- | ----------------------------------------------------------------------------- | ----------------------------------------------------------------------------- | ----------------------------------------------------------------------------- | ----------------------------------------------------------------------------- | ----------------------------------------------------------------------------- | ----------------------------------------------------------------------------- |
| 05-09-2019                                                                    | Pyongyang                                                                     | Corea del Nord                                                                | 2 – 0                                                                         | Libano                                                                        | Qual. Mondiali 2022                                                           | -                                                                             |                                                                               |
| 10-09-2019                                                                    | Colombo                                                                       | Sri Lanka                                                                     | 0 – 1                                                                         | Corea del Nord                                                                | Qual. Mondiali 2022                                                           | -                                                                             |                                                                               |
| 15-10-2019                                                                    | Pyongyang                                                                     | Corea del Nord                                                                | 0 – 0                                                                         | Corea del Sud                                                                 | Qual. Mondiali 2022                                                           | -                                                                             |                                                                               |
| Totale                                                                        |                                                                               | Presenze                                                                      | 3                                                                             |                                                                               | Reti                                                                          | 0                                                                             |                                                                               |